# 박수택
박수택(博受宅, 1958년 2월 19일 ~ )은 대한민국 방송인 출신 기업가 겸 정치인이다.

## 개요
대한민국의 前 기자, 전 정의당 소속 정치인. 정의당 고양시 병 지역위원장을 맡았다.

## 기자 생활
서울우신고등학교, 아주대학교 경영학과를 졸업하였다.
1984년 아주대학교 4학년 때 연합뉴스(당시 연합통신)에 수습기자로 입사했다가, 동년 12월 MBC 기자로 이직했다. 이후 걸프전 때 종군 기자로 파견되었다.
1991년에 SBS가 개국하자 SBS 1기 경력직 기자로 이직했다.
이후 입사 직후부터 1995년까지 SBS 동경지국 특파원으로 근무했으며, 1998년 10월부터 2000년 4월까지 SBS 나이트라인 진행을 맡았다. 2000년 4월부터 SBS 8 뉴스의 주말 진행을 맡아 그 해 10월을 끝으로 정성근 국제부장에게 앵커직을 물려주고 하차한다.
2000년 12월 SBS 노조위원장으로 당선되었다.
이후 2004년부터 본격적으로 환경전문기자로 활동하며, 교양, 다큐 프로그램인 '물은 생명이다.'의 진행을 맡았다. 이명박 정부 시기에 4대강 사업에 대해서 비판적인 취재를 많이 했다.
이것이 문제가 되어 SBS 윤세영 회장의 호출을 받고, 집무실에서 보도지침을 받는 일도 있었으나, 계속해서 사대강 사업을 비판하자, 2010년 1월 정기인사에서 논설위원실로 전보되었다.
이후 2011년에 부국장급 논설위원으로 승진했고, 퇴직할 때까지 논설위원실 소속으로 환경전문기자를 겸임했고 SBS 뉴스라인의 진행을 맡았다.
2018년 2월을 끝으로 정년퇴임했고 정의당에 입당, 2018년 제7회 전국동시지방선거에 고양시장 후보로 출마하였으나 낙선했다.
2020년 제21대 국회의원 선거에서 고양시 병 지역구에 출마하였으나, 후보직을 사퇴하였다. 후보 사퇴 이후 정의당을 탈당했다.
환경전문기자 경력을 살려 현재는 생태환경평론가로도 활동 중이다.

## 약력
- 1984년 연합통신 수습기자 입사
- 1984년 MBC 기자 입사
- MBC 보도국 국제부 기자
- 1991년 SBS 1기 기자 이직
- SBS 보도국 국제부 동경특파원
- SBS 보도국 부장
- SBS 보도국 환경전문기자
- SBS 보도국 부장급 논설위원
- SBS 보도국 부국장급 논설위원
- 제7회 전국동시지방선거 정의당 고양시장 후보
- 정의당 고양시 병 지역위원회 위원장

## 출연작
- 1999년 ~ 2000년 SBS 나이트라인 앵커 (8대)
- 2000년 SBS 8 뉴스 주말 앵커 (14대)